# Chrysler

L'estrella de cinc puntes de Chrysler Dodge.

FCA US LLC més coneguda com a Chrysler, és una empresa americana que fabrica automòbils. Ha estat fabricant-ne des del 1925. Des del 1998 fins al 2007, Chrysler i les seves filials formaven part de l'empresa alemanya DaimlerChrysler (actualment Daimler AG). Sota DaimlerChrysler, la companyia s'anomenava "DaimlerChrysler Motors Company LLC".

## Història
Aquesta companyia va ser fundada per Walter Chrysler (1875–1940) el 6 de juny de 1925, quan la Maxwell Motor Company (fundada el 1904) es va reorganitzar dins la Chrysler Corporation.
El gener de 1924, Walter Chrysler llançà al mercat el primer automòbil Chrysler el qual tenia 6 cilindres i estava dissenyat d'una forma avançada per aquella època i a un preu assequible. Aquest Chrysler de 1924 incloïa un filtre d'aire en el carburador, un motor d'alta compressió, lubricació de pressió completa i un filtre d'oli, característiques absents en els cotxes d'aquell temps.
El 24 de maig de 2011, Fiat va adquirir per $7,6 bilions aquesta companyia. La implicació del govern dels Estats Units en la fallida de la Chrysler va costar $1,3 bilions.
El 2014 va passar a ésser una filial de Fiat Chrysler Automobiles.